# Романс о Анисето и Франциске
«Романс о Анисето и Франциске» (исп. El romance del Aniceto y la Francisca, полное авторское название исп. Este es el romance del Aniceto y la Francisca, de cómo quedó trunco, comenzó la tristeza y unas pocas cosas más...) — фильм режиссёра Леонардо Фавио. Аргентина, 1966 год.

## Сюжет
Маленький провинциальный посёлок в Аргентине. Анисето влюбляется во Франциску, скромную романтичную девушку, несколько «не от мира сего». Одновременно он увлекается Лючией — в ней его привлекает страсть и сексуальность. Противостояние женщин в любовном треугольнике аллегорически изображено продолжительной сценой петушиного боя, главный зритель которого — Анисето. Плотское побеждает, Франциска уходит. Анисето грустит, понимая, какую любовь потерял.

## В ролях
- Федерико Луппи — Анисето
- Эльза Даниэль — Франциска
- Мария Ванер — Люсия
- Эдгардо Суарес — Ренато

## Художественные особенности
Чёрно-белый фильм с лаконичным использованием выразительных средств. В 1998 году журнал TRESPUNTOS (Аргентина) опросил сто кинематографистов (режиссёров, актёров, продюсеров) с предложением выбрать пять лучших национальных фильмов и режиссёров. Победу большинством голосов одержал «Романс о Анисето и Франциске» и его режиссёр Леонардо Фавио.

## Награды
- Премии «Серебряный кондор» Ассоциации кинокритиков Аргентины За лучший фильм и Лучшему актёру (Луппи).

## Дополнительная информация
- Фильм является второй частью трилогии, первый фильм которой «История одинокого мальчика» (исп. Crónica de un niño solo, 1965 год), последний — «Зависимый» (исп. El dependiente, 1969 год).
- Один из авторов сценария к фильму Суаир Хорхе Хури — родной брат режиссёра. Леонардо Фавио — творческий псевдоним, подлинное имя и фамилия при рождении Фуад Хорхе Хури.